# Diocesi di Peoria
La diocesi di Peoria (in latino: Dioecesis Peoriensis) è una sede della Chiesa cattolica negli Stati Uniti d'America suffraganea dell'arcidiocesi di Chicago. Nel 2021 contava 194 120 battezzati su 1 959 700 abitanti. È retta dal vescovo Louis Tylka.

## Territorio
La diocesi comprende 26 contee nella parte centrale dello Stato americano dell'Illinois: Bureau, Champaign, DeWitt, Fulton, Hancock, Henderson, Henry, Knox, LaSalle, Livingston, Logan, Marshall, Mason, McDonough, McLean, Mercer, Peoria, Piatt, Putnam, Rock Island, Schuyler, Stark, Tazewell, Vermilion, Warren e Woodford.
Sede vescovile è la città di Peoria, dove si trova la cattedrale dell'Immacolata Concezione (Cathedral of Saint Mary of the Immaculate Conception).
Il territorio si estende su 43 856 km² ed è suddiviso in 157 parrocchie.

## Storia
La diocesi è stata eretta da papa Pio IX il 12 febbraio 1875 con il breve Quod venerabiles, ricavandone il territorio dalla diocesi di Chicago (oggi arcidiocesi).
Il 10 settembre 1880 entrò a far parte della provincia ecclesiastica dell'arcidiocesi di Chicago, e contestualmente ampliò il proprio territorio con le contee di Bureau, LaSalle, Putnam, Henry e Rock Island sottratte alla medesima arcidiocesi.
L'11 dicembre 1948 ha ceduto una porzione del suo territorio a vantaggio dell'erezione della diocesi di Joliet.

## Cronotassi dei vescovi
Si omettono i periodi di sede vacante non superiori ai 2 anni o non storicamente accertati.
- John Lancaster Spalding † (19 dicembre 1876 - 14 ottobre 1908 dimesso[2])
- Edmund Michael Dunne † (30 giugno 1909 - 17 ottobre 1929 deceduto)
- Joseph Henry Leo Schlarman † (16 aprile 1930 - 10 novembre 1951 deceduto)
- William Edward Cousins † (19 maggio 1952 - 18 dicembre 1958 nominato arcivescovo di Milwaukee)
- John Baptist Franz † (8 agosto 1959 - 24 maggio 1971 ritirato)
- Edward William O'Rourke † (24 maggio 1971 - 22 gennaio 1990 ritirato)
- John Joseph Myers † (22 gennaio 1990 succeduto - 24 luglio 2001 nominato arcivescovo di Newark)
- Daniel Robert Jenky, C.S.C. (12 febbraio 2002 - 3 marzo 2022 ritirato)
- Louis Tylka, succeduto il 3 marzo 2022

## Statistiche
La diocesi nel 2021 su una popolazione di 1 959 700 persone contava 194 120 battezzati, corrispondenti al 9,9% del totale.
| anno | popolazione | popolazione | popolazione | presbiteri | presbiteri | presbiteri | presbiteri                | diaconi | religiosi | religiosi | parrocchie |
| anno | battezzati  | totale      | %           | numero     | secolari   | regolari   | battezzati per presbitero | diaconi | uomini    | donne     | parrocchie |
| ---- | ----------- | ----------- | ----------- | ---------- | ---------- | ---------- | ------------------------- | ------- | --------- | --------- | ---------- |
| 1950 | 149 648     | 1 108 051   | 13,5        | 341        | 227        | 114        | 438                       |         | 117       | 1.399     | 217        |
| 1966 | 205 515     | 1 334 517   | 15,4        | 424        | 288        | 136        | 484                       |         | 177       | 1.092     | 213        |
| 1970 | 222 200     | 1 434 248   | 15,5        | 383        | 261        | 122        | 580                       |         | 154       | 940       | 170        |
| 1976 | 226 800     | 1 466 088   | 15,5        | 351        | 245        | 106        | 646                       |         | 134       | 826       | 172        |
| 1980 | 234 844     | 1 506 000   | 15,6        | 342        | 244        | 98         | 686                       | 36      | 116       | 699       | 170        |
| 1990 | 245 272     | 1 522 000   | 16,1        | 284        | 210        | 74         | 863                       | 60      | 80        | 439       | 171        |
| 1999 | 232 366     | 1 447 418   | 16,1        | 302        | 252        | 50         | 769                       | 96      | 8         | 335       | 165        |
| 2000 | 240 680     | 1 447 418   | 16,6        | 264        | 216        | 48         | 911                       | 94      | 56        | 292       | 165        |
| 2001 | 221 932     | 1 440 518   | 15,4        | 261        | 213        | 48         | 850                       | 94      | 69        | 321       | 165        |
| 2002 | 151 413     | 1 452 688   | 10,4        | 271        | 223        | 48         | 558                       | 91      | 61        | 246       | 165        |
| 2003 | 193 970     | 1 452 688   | 13,4        | 258        | 210        | 48         | 751                       | 111     | 69        | 278       | 165        |
| 2004 | 195 553     | 1 562 868   | 12,5        | 274        | 228        | 46         | 713                       | 105     | 65        | 278       | 165        |
| 2013 | 184 400     | 1 859 000   | 9,9         | 220        | 181        | 39         | 838                       | 148     | 50        | 189       | 157        |
| 2016 | 188 420     | 1 899 308   | 9,9         | 209        | 182        | 27         | 901                       | 141     | 34        | 181       | 162        |
| 2019 | 192 140     | 1 939 700   | 9,9         | 195        | 171        | 24         | 985                       | 147     | 33        | 161       | 157        |
| 2021 | 194 120     | 1 959 700   | 9,9         | 194        | 174        | 20         | 1 000                     | 145     | 25        | 148       | 157        |